# Severina
Severina és una novel·la pòstuma de l'escriptor italià Ignazio Silone, enllestida per la seua vídua Darina Laracy, i publicada en 1981, tres anys després del traspàs de l'escriptor.
L'argument comença quan un dissabte al vespre un grup de treballadors celebra una assemblea en el local sindical situat en la placeta de Sant Camil de Lel·lis de Civitella. Acabat l'acte esclata un avalot entre la policia i els treballadors a causa del qual mor un jove. Les autoritats sostenen que la policia no és responsable d'aquesta mort. Però, una jove monja, Severina, esdevé testimoni involuntari dels fets. A pesar de les fortes pressions que pateix, compareix a declarar i contradiu la versió oficial.
Severina esdevé el testament literari del gran novel·lista italià Ignazio Silone. Començada a escriure en 1977, mentre Silone estava convalescent, l'escriptor evoca en la protagonista d'aquesta obra –inconformista, desconfiada del poder, tenaç i fraternal– la seua admiració per la filòsofa francesa Simone Weil. Si els temes lligats al cristianisme sempre han estat presents en l'autor, en Severina esdevenen centrals a la llum del dilema entre obediència i consciència. Severina ja no expressa la fe en una revolució històrica, col·lectiva i política, sinó l'esperança en una revolució moral capaç de renovar i salvar la humanitat.
La novel·la ha estat traduïda al valencià-català per Joaquim Juan-Mompó Rovira, en la col·lecció Rent, de l'editorial Denes, amb un estudi introductori de Giulia P. Di Nicola i Attilio Danese.